# Imane Khalifeh
Imane Khalifeh (arabisch إيمان خليفة, DMG Īmān Ḫalīfa; * 8. Mai 1955 in Beirut, Libanon; † 1995) war eine libanesische Friedensaktivistin.
Imane Khalifeh lebte während des Bürgerkrieges in Beirut. Im April 1984 entwickelte sie die Idee eines Friedensmarsches, mithilfe dessen die schweigende Mehrheit der libanesischen Bevölkerung ihren Protest und ihre Ablehnung des Bürgerkrieges, der ihnen aufgezwungen wurde, ausdrücken sollte. Die meisten Beiruter Tageszeitungen druckten ihre Verse, mit denen sie zu dieser Aktion aufrief, ab. Der Friedensmarsch wurde dann aus Sicherheitsgründen nicht umgesetzt, diese Initiative leitete aber trotzdem eine politische Entspannung im Libanon ein.
Imane Khalifeh wurde 1984 mit dem Right Livelihood Award ausgezeichnet. Sie arbeitete weiter für den Frieden im Libanon. Ab 1989 lebte sie in Paris.